# Amatori Sporting Lodi 2007-2008
Questa voce raccoglie le informazioni riguardanti l'Amatori Sporting Lodi nelle competizioni ufficiali della stagione 2007-2008.

## Maglie e sponsor
Lo sponsor tecnico per la stagione 2007-2008 fu Erreà, mentre lo sponsor ufficiale fu Banca Popolare di Lodi.
| 1ª divisa | 2ª divisa |

## Organigramma societario
- Presidente: Fulvio D'Attanasio

## Organico

### Staff tecnico
- Allenatore:  Roberto Crudeli